# Oesterreichische Nationalbank
Az Oesterreichische Nationalbank (OeNB, magyarul: Osztrák Nemzeti Bank) Ausztria központi bankja, az ország korábbi hivatalos pénznemének, a schillingnek az egyedüli kibocsátója. A bank a Központi Bankok Európai Rendszerének tagja. Az OeNB Ausztria monetáris és gazdasági politikájának kialakításában segédkezik. Az Osztrák Nemzeti Bankról szóló szövetségi rendelet értelmében az OeNB részvénytársasági formában működik.